# Ernest Prodolliet (Diplomat)
Ernest Prodolliet (* 14. November 1905 in Amriswil; † 8. November 1984 in Amriswil) war ein Schweizer Diplomat.
Prodolliet arbeitete 1938 als Kanzler der Schweizer Vertretung in Saint Louis und war während seines Ferienaufenthaltes in der Schweiz angefragt worden, ob er seine Ferien unterbräche, weil nach dem Anschluss Österreichs an das Deutsche Reich viele Juden aus Österreich in die Schweiz geflohen waren. Prodolliet wurde in der  Konsularagentur in Bregenz eingesetzt. Dort stellte er unbemerkt und illegal nach eigener Auskunft mehrere hundert Einreise- und Durchreisevisa aus.
Die Durchreise von Flüchtlingen durch die Schweiz war von Recha Sternbuch und Gusty Bornstein-Fink und deren Mann Hermann Bornstein mit organisiert worden. Rund 450 Personen erreichten das Schiff Aghia Zioni, welches im März 1939 vom italienischen Fiume aus nach Palästina fuhr, darunter auch eine Gruppe aus Gailingen.
Die ungefähre Anzahl ausgestellter Visa war nicht eruierbar, als Prodolliet beim Grenzübertritt mit Flüchtlingen aufgegriffen wurde, es seien über 5000 Juden bei ihm in der Dienststelle gewesen, erklärte er auf Befragen gegenüber der Schweizer Fremdenpolizei.  Bereits zuvor hatte sich sein Vorgesetzter, der Vorsteher des Konsulats Carl Bitz, über diese Aktivitäten gegenüber den Vorgesetzten in Bern beklagt und die Absetzung von Prodolliet verlangt.
Prodolliet wurde wegen der Amtspflichtverletzung mit einem strengen Verweis bestraft. Seine Rückkehr in die USA und seine Karriere wurde durch eine disziplinarische Versetzung nach Amsterdam hinfällig. Während des Zweiten Weltkriegs holte er dort hunderte Juden aus Deportationszügen.
Später wurde er Konsul in Besançon.
1982 wurde er von der israelischen Gedenkstätte Yad Vashem unter die Gerechten unter den Völkern aufgenommen.